# Кевятозеро (озеро)
Кевятозеро — озеро на территории Сосновецкого сельского поселения Беломорского района Республики Карелии.

## Общие сведения
Площадь озера — 11,4 км², площадь водосборного бассейна — 288 км². Располагается на высоте 111,2 метров над уровнем моря.
Форма озера лопастная, продолговатая: оно более чем на десять километров вытянуто с северо-запада на юго-восток. Берега изрезанные, каменисто-песчаные, местами заболоченные.
Через озеро протекает река Нижняя Охта, впадающая в реку Кемь.
С запада в Кевятозеро впадает река Лобаш, вытекающая из озера Лобаш.
В озере расположено не менее семи безымянных островов различной площади.
На восточном берегу Кевятозера располагается одноимённая деревня, через которую проходит автодорога местного значения.
Код объекта в государственном водном реестре — 02020001011102000006325.